# فرانسیس ریشار

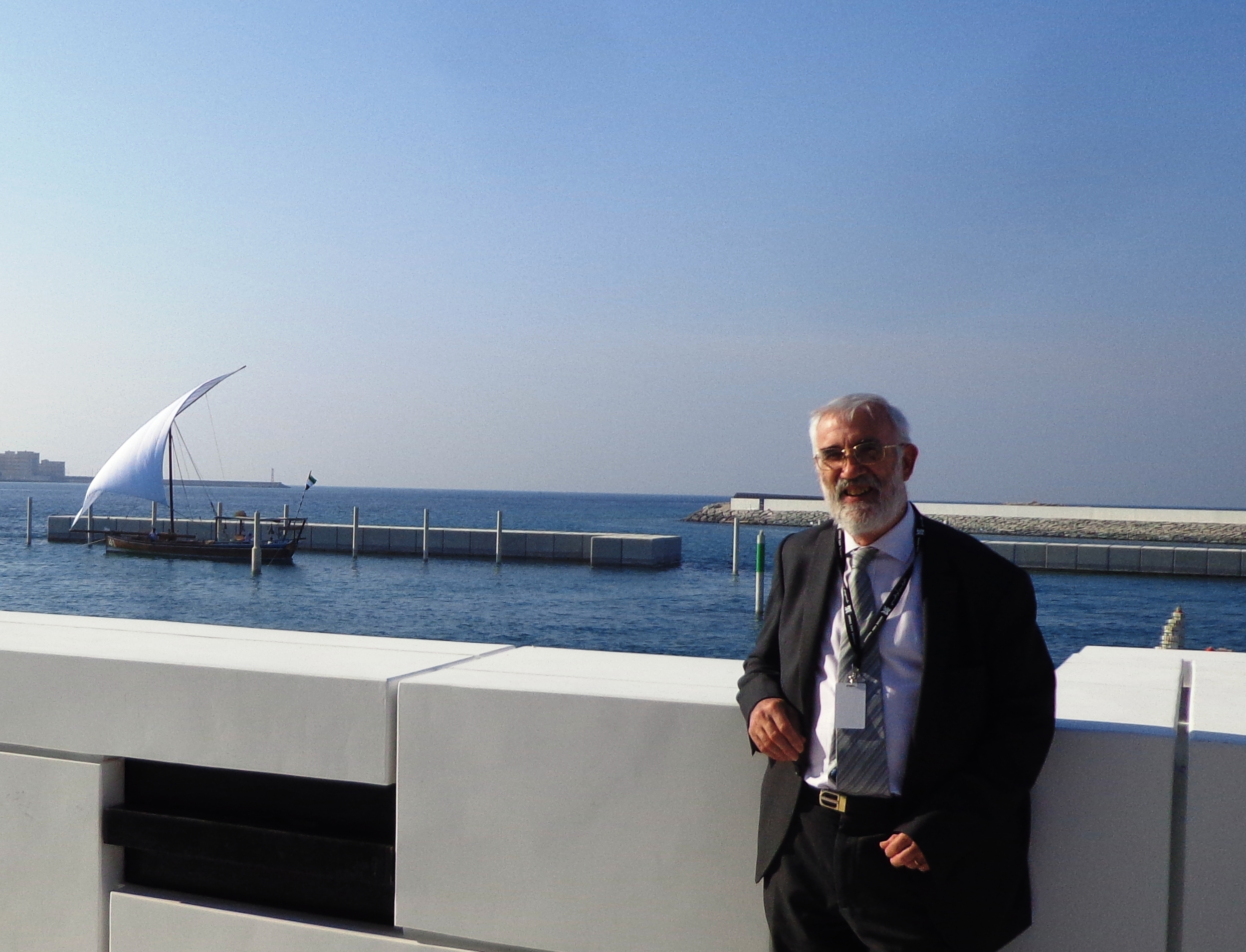
ریشار در ۲۰۱۷

فرانسیس ریشار (متولد 1948) خاورشناس فرانسوی است. او برای تحقیق درباره نسخه های خطی فارسی در مجموعه شرقی کتابخانه ملی فرانسه شناخته شده است .     وی برنده جایزه بین‌المللی فارابی است . 